# Liste des châteaux du Sundgau
Le territoire du Sundgau, littéralement le comté du sud ou la terre du sud, situé dans le sud de l'Alsace, compte plusieurs châteaux de diverses époques, la plupart disparus ou en ruine.

## Châteaux-forts principaux
- Altkirch, un château du XIe siècle et des restes de remparts
- Le château de Ferrette, ville fortifiée avant 1271
- Leymen, château du Landskron
- Oberlarg, château du Morimont

## Châteaux secondaires, wasserburg, châtelets, maisons fortes
Une wasserburg ou  un wasserschloss est un château de plaine construit à la même altitude que les habitations environnantes, entourée de douves, et plus difficile à défendre du fait de sa localisation.
- Altenach, Wasserburg citée en 1302, propriété des Brinighoffen vers 1520-1601, ainsi que des Kloetzlin d'Altenach.
- Ammertzwiller (ville fortifiée avant 1271), un château, sans doute une wasserschloss, construit sur une motte.
- Balschwiller, un château certainement du XIIIe siècle, désaffecté à la fin du XVIe siècle, détruit en 1780.
- Biederthal, une maison forte du XVIe siècle.
- Bisel, un wasserschloss vers le XIVe siècle.
- Brunstatt, wasserburg construite en 1295, détruite en 1857, victime du chemin de fer.
- Buethwiller, wasserburg citée pour la première fois en 1361, abandonnée après 1520.
- Carspach, le Altschloss (vieux château) ou Niederschloss (inférieur).
- Courtavon, une motte féodale, une wasserburg et un manoir.
- Durmenach, le  manoir de Flaxlanden, construit vers 1580
- Flaxlanden un château du XVe siècle
- Froeningen, un château des environs du XIIIe siècle, et la forteresse de Küppele
- Hagenbach, un château d'où venait une famille noble dont le membre le plus célèbre est Pierre de Hagenbach
- Le château de Heidwiller
- Hésingue, un château cité dès 1235
- Hirtzbach : un château Wandelbourg (fin XIIIe début XIVe) près de la chapelle Saint-Affre, et une wasserburg du XVe
- Illfurth, le château de Burnkirch, du nom d'une famille noble, près de la chapelle de Burnkirch
- Kiffis, château du Blochmont
- Landài, château de Butenheim
- Landser, un premier château du XIIIe siècle, et le château des Flaxlanden d'environ 1626, ville fortifiée avant 1303
- Leymen, château du Waldeck et du Reineck
- Liebsdorf, château du Liebenstein
- Morschwiller-le-bas, un château
- Spechbach-le-Bas, un château d'avant 1241
- Steinbrunn-le-Haut, un premier château fort qui est ruiné par le tremblement de terre de 1356. Un manoir est visible dans le centre du village.
- Waldighoffen, le "Wighus", début du XIVe siècle, où séjourna Louis XI, alors dauphin de France
- Winkel, le Altschloss au nord-est du village, peut-être détruit en 1356.
- Zillisheim : comtal (colline du Haidacker) en 1293, manoir de Biss vers 1343, un troisième (Ferrette-Zillisheim) vers 1361

## Manoirs et autres châteaux de plaisance
- Blotzheim, château du collège des Missions, achevé vers 1730, successeur de constructions médiévales.
- Hagenthal-le-Haut, château d'Eptingen, propriété privée du XVe siècle
- Hirtzbach, château de Reinach
- Michelbach-le-Haut, prieuré Saint-Apollinaire

## Mottes féodales
- Dannemarie, motte de Manspach
- Folgensbourg, motte du Zollbuechel